# Canal atrioventricular
O defeito do canal átrio-ventricular é uma malformação congênita complexa, na qual intervêm a parte baixa do septo inter-atrial, as válvulas mitral e tricúspide e a parte alta do septo inter-ventricular.
As válvulas mitral e tricúspide são substituídas por uma única válvula. É uma anomalia do desenvolvimento embrionário a nível da "crux cordis" (zona de interseção do sulco átrio-ventricular com o plano dos septos inter-auricular e inter-ventricular).